# Marco Dente

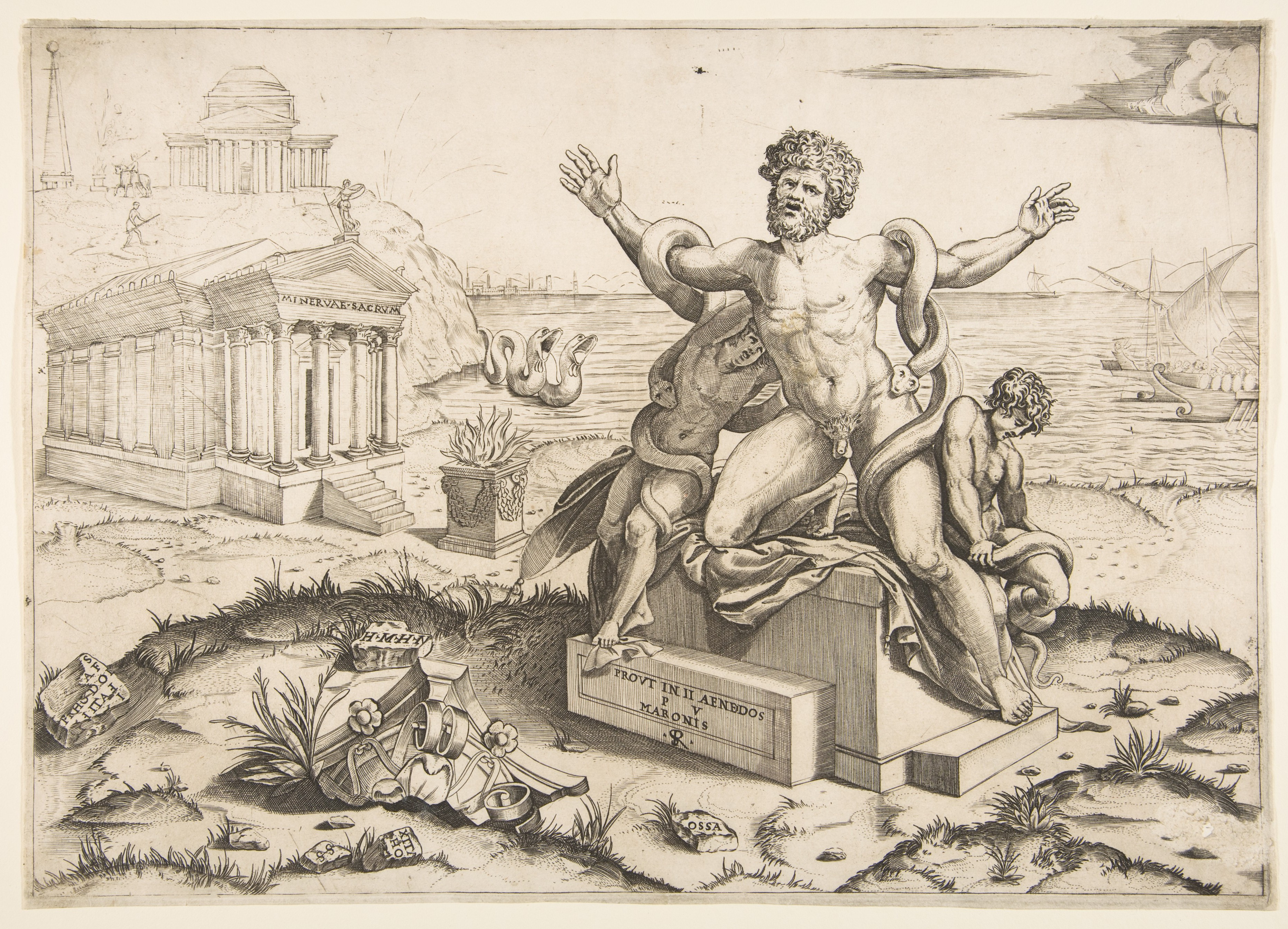
Laokoon och hans söner. Kopparstick från omkring år 1515.

Marco Dente, kallad da Ravenna, född omkring 1490 i Ravenna, död 1527 i Rom, var en italiensk kopparstickare.
Dente utbildade sig under ledning av Marcantonio Raimondi och framträdde i sina ganska talrika blad som en trogen beundrare av antiken i högrenässansens anda.